# アックアヴィーヴァ・プラータニ
アックアヴィーヴァ・プラータニ（イタリア語: Acquaviva Platani）は、イタリア共和国シチリア州カルタニッセッタ県にある、人口約900人の基礎自治体（コムーネ）。

## 地理

### 位置・広がり

#### 隣接コムーネ
隣接するコムーネは以下の通り。括弧内のAGはアグリジェント県所属を示す。
- カンマラータ (AG)
- カステルテルミニ (AG)
- ムッソメーリ
- ステーラ